# Самоа на Светском првенству у атлетици на отвореном 2015.
Самоа је учествовала на Светском првенству у атлетици на отвореном 2015. одржаном у Пекингу од 12. до 30. августа петнаести пут, односно учествовала је на свим првенствима до данас. Репрезентацију Самое представљала су два такмичара који се такмичили у две дисциплине.,,.
На овом првенству Самоа није освојила ниједну медаљу, а постигнут је један рекорд сезоне.

## Учесници
Мушкарци:
- Џереми Додсон — 200 м
- Алекс Роуз — Бацање диска

## Резултати

### Мушкарци
| Атлетичар     | Дисциплина   | Лични рекорд | Квалификације | Квалификације | Полуфинале | Полуфинале | Финале               | Финале       | Детаљи |
| Атлетичар     | Дисциплина   | Лични рекорд | Резултат      | Место         | Резултат   | Место      | Резултат             | Место        | Детаљи |
| ------------- | ------------ | ------------ | ------------- | ------------- | ---------- | ---------- | -------------------- | ------------ | ------ |
| Џереми Додсон | 200 м        | 20,27 НР     | 20,31 РС      | 5. у гр. 5    | 20,53      | 6. у гр. 2 | Није се квалификовао | 21 / 54 (60) |        |
| Алекс Роуз    | Бацање диска | 61,35 НР     | 59,07         | 11. у гр. Б   |            |            | Није се квалификовао | 25 / 30 (31) |        |

Легенда: НР = национални рекорд, ЛР= лични рекорд, РС = Рекорд сезоне (најбољи резултат у сезони до почетка првенства), КВ = квалификован (испунио норму), кв = квалификовао (према резултату)